# Стефан Лебо
Стефан Лебо́ (фр. Stéphan Lebeau; 28 лютого 1968, м. Сен-Жером, Канада) — канадський хокеїст, центральний нападник.
Виступав за «Шавініган Катарактс» (QMJHL), «Шербрук Канадієнс» (АХЛ), «Монреаль Канадієнс», «Анагайм Дакс», ХК «Лугано», ХК «Ла-Шо-де-Фон», ХК «Амбрі-Піотта».
В чемпіонатах НХЛ — 373 матчі (118+159), у турнірах Кубка Стенлі — 30 матчів (9+7). У чемпіонатах Швейцарії — 182 матчі (102+148), у плеф-оф — 27 матчів (9+25). 
Досягнення
- Володар Кубка Стенлі (1993)

Нагорода
- Нагорода Леса Каннінгема (1989)
- Трофей Джона Б. Солленбергера (1989)
- Пам'ятна нагорода Реда Гарретта (1989)